# Snurre Snup
Snurre Snup (en: Bugs Bunny) er en tegnefilmsfigur der optræder i serien af Looney Tunes tegnefilm. Snurre Snup skulle angiveligt være født i Brooklyn, New York og hans engelske stemme er ifølge Mel Blanc, manden der lægger stemme til, en blanding af Bronx- og Brooklynaccent. I dag er han stemmelagt af Eric Bauza og Jeff Bergman, på engelsk tale.
Snurre Snup kommer fra Warner Brothers studierne, hvor han blev udviklet af Ben Hardaway, Tex Avery og Chuck Jones. Han optrådte første gang 30. april 1938 i filmen Porky's Hare Hunt, men først i A Wild Hare fra 1940 fremtrådte han som den figur vi kender i dag og det var også i denne film han første gang dukke op fra sit kaninhul og spurgte "What's up Doc?", som siden har været hans slagord. Den danske udgave af slagordet er "Hva' så, fessor?".
Snurre Snup er kendt for sine fejder med bl.a. Elmer Fjot (en: Elmer Fudd) og Daffy And (en: Daffy Duck), som dog næsten altid ender i Snurre Snups favør.
Snurre Snups danske stemme var af Dennis Hansen, I nyere tid er det Jens Jacob Tychsen.